# Jan Sváček
Jan Sváček (* 13. července 1957 České Budějovice) je český soudce, v letech 1999 až 2013 předseda Městského soudu v Praze, od ledna 2019 místopředseda Vrchního soudu v Praze.

## Profesní kariéra
Roku 1980 vystudoval Právnickou fakultu UK. Začínal v roce 1983 jako soudce Obvodního soudu pro Prahu 6, roku 1990 přešel k Obvodnímu soudu pro Prahu 8, kde byl až do roku 1998 předsedou. Poté jeden rok soudil u pražského vrchního soudu. V červnu 1989 se stal členem KSČ, později toto členství však popíral. Po roce 1999 byl předsedou Městského soudu v Praze.
V roce 2003 odmítl nabídku dosavadního ministra spravedlnosti Pavla Rychetského stát se náhradou za něj ve vládě Vladimíra Špidly novým ministrem spravedlnosti a od stejného roku byl poradcem prezidenta republiky Václava Klause.

### Ústavní soud
V květnu 2003 odmítl nabídku Václava Klause na nominaci do funkce ústavního soudce.
Prezident Václav Klaus jej v prosinci 2011 navrhl do funkce soudce Ústavního soudu místo končící Elišky Wagnerové. Senátní výbor pro lidská práva ale výraznou většinou vyslovení souhlasu s jeho jmenováním nedoporučil. V ústavněprávním výboru Senátu jej podpořili 3 z 8 přítomných členů. Nejkritičtěji se k němu vyjadřoval Jiří Dienstbier ml., který se zajímal o jeho kontakty s Tomášem Hrdličkou, Pavlem Němcem a Jaroslavem Bartákem. Jaroslav Kubera na Sváčkovi ocenil neakademický, praktický pohled. Podle iDNES.cz se proti Sváčkově kandidatuře stavěli levicoví senátoři, rovněž podle iDNES.cz ztratil část podpory tím, že se stavěl proti regulačním poplatkům ve zdravotnictví, proti školnému na vysokých školách a proti zneužívání stavu legislativní nouze vládnoucí koalicí ve Sněmovně. Při svém představení senátorům uvedl, že nemá nic na obhajobu svého někdejšího členství v KSČ. Senát 8. února 2012 Sváčkovu kandidaturu na soudce Ústavního soudu neschválil, hlasovalo pro něj jen 38 hlasů ze 79 hlasujících senátorů. Senátor Jaroslav Kubera vyjádřil názor, že se ČSSD rozhodla neschválit Václavu Klausovi už žádného kandidáta na ústavního soudce.
V létě 2013 jej poté, co Senát neschválil Miloslava Výborného, navrhl do funkce ústavního soudce místo odcházející Dagmar Lastovecké i nový prezident Miloš Zeman. Senátor Jiří Dienstbier ml. označil opětovnou nominaci Sváčka za „jakési pohrdání Senátem“ ze strany prezidenta a zároveň znovu poukázal na Sváčkovy kontakty s Hrdličkou, Němcem a Bartákem. Senátorka Eliška Wagnerová se pozastavila nad jeho působením v čele Městského soudu v Praze, kdy například vyzýval bez zákonné opory k rezignaci předsedkyni Nejvyššího soudu Ivu Brožovou. Senátní ústavně-právní výbor ale tentokrát 7. srpna Sváčkovu kandidaturu v poměru 5:4 schválil. O 14 dní později jej ale Senát i přes osobní agitaci prezidenta Zemana neschválil, když 45 senátorů hlasovalo proti němu a 30 pro.

### Vrchní soud
Po přechodu na pražský vrchní soud přesvědčivě vyhrál výběrové řízení na místopředsedu soudu, pověřeného vedením trestního úseku. Proti tomu se však postavili senátoři Alena Dernerová, Jan Horník a Libor Michálek a protikorupční iniciativy Nadační fond proti korupci, Veřejnost proti korupci a Vraťte nám stát!, kteří mu vyčetli, že údajně z dřívější pozice předsedy městského soudu jmenoval do různých funkcí problematické osoby nebo že má kontakty s lidmi, kteří jsou zapojeni do klientelistických vazeb. Sváček taková nařčení odmítl, ale po dvou měsících, kdy o jeho jmenování nebylo rozhodnuto, se své kandidatury v listopadu 2014 vzdal.
Místopředsedou Vrchního soudu v Praze pro trestní úsek byl nakonec jmenován v prosinci 2018 ministrem spravedlnosti Janem Kněžínkem, a to s účinností od 1. ledna 2019.

## Soukromý život
Je potřetí ženatý, s bývalou manželkou Zuzanou mají dvě dcery. Jeho nynější manželkou je Michaela Dolinová.